# Bilha
Bilha (héberül בִּלְהָה Bilhá, jelentése nem tisztázott) a bibliai Jákob második feleségének, Ráhelnek a szolgálója, később Jákob mellékfelesége vagy ágyasa, aki Dánt és Naftalit szülte neki.

## A Biblia szerint
Életéről Mózes első könyvében mindössze annyi áll, hogy eredetileg a szíriai Lábán szolgálója volt, akit a Jákóbbal való házasságkötésekor odaadott a lányának. Amikor József születése után Ráchel nem tudott ismét teherbe esni és a feleségek közt versengés alakult ki, Ráchel - csak úgy mint Ábrahám felesége Sára - szolgálóját Bilhát a férjének adta, hogy helyette szüljön neki gyerekeket (bó é`lehá, ve-téléd al-birkáj, ve-ibbáne - menj be hozzá, és szülni fog az én térdeimen és felépülök), ezzel egyúttal feleségül is adta Jákóbhoz (vattitten-ló...le-issá - és adta neki... feleségéül). Mindkét fiút Ráchel nevezte el.
Ráhel halála után Rúben, Jákób és Lea elsőszülött fia vele hált, ami miatt elesett az elsőszülöttség jogától.
Jákob Egyiptomba való lemenetelekor Bilha fiaiként számolják az unokáit is.

## A zsidó hagyományban
A Holt-tengeri tekercsek közé tartozó Naftali testamentuma szerint Bilha és Zilpa (Lea szolgálója) testvérek voltak, apjuk egy bizonyos Ahijjót (nővérek) volt, akit Lábán fogott el, majd szabadított fel, majd ő adott neki egy Hanna nevű feleséget is.
Rási szerint, míg Ráchel élt, Jákob az ágyát az ő sátrában tartotta és onnan látogatta többi feleségeit. Ráchel halálával az ágyát áthelyezte Bilha sátrába, ezzel mintegy jelképesen fenntartva a közelséget elhunyt feleségéhez, Rúben azonban úgy érezte, ez sérti anyját, hisz Lea volt az első feleség, ezért az ágyat áthelyezte az anyjáéba. Rási magyarázata szerint ez az áthelyezés indokolta az elsőszülöttség elvesztését és nem egy konkrét házasságtörés.
A hagyomány szerint a Matriarchák sírjában temették el Tibériásban.

## Családi helyzete
Legelső említésekor Lábán szolgálója (sifchá), majd Ráchelé lesz, aki egy másik szót is használ rá (ammá), ami egy ennél személyesebb státusz.
További státusza a szövegből nehezen megállapítható - Jákóbhoz adva feleségként (issá), a Rúbennel való esetkor ágyasként (píleges) említtetik, majd az Ézsauval való kibékülés történetében ismét szolgálóként (sifchá) szerepel.